# Złóbcoki

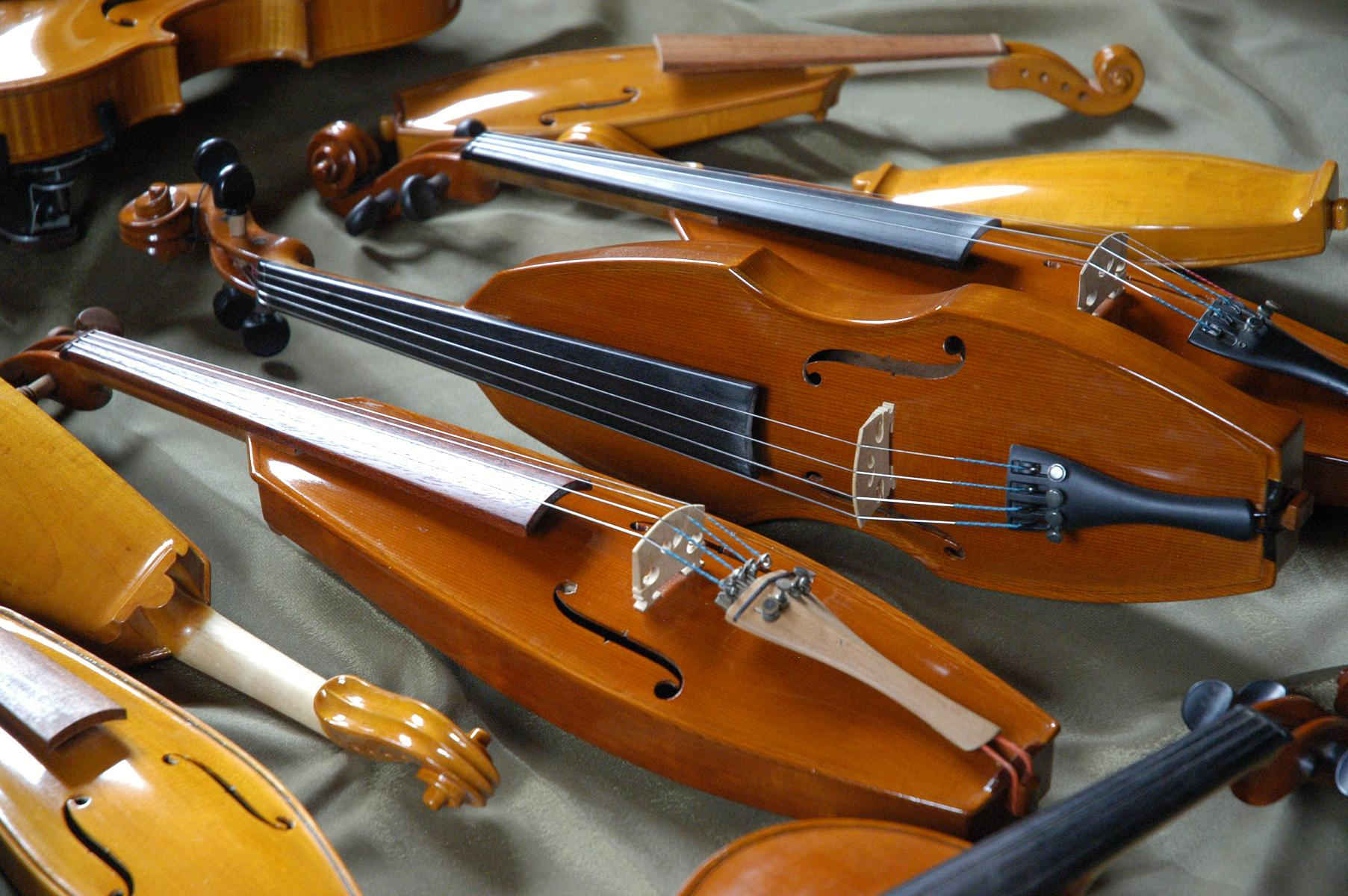
Vom Instrumentenbauer und Musiker Marian Styrczula-Maśniak (* 1935) aus Kościelisko hergestellte złóbcoki in modernisierter Form

Złóbcoki, auch gęśliki (podhalańskie) oder oktawki, ist eine kleine, schmale Fidel, deren Form einer Tanzmeistergeige ähnelt und die gelegentlich in der Volksmusik der südpolnischen Region Podhale gespielt wird.

## Herkunft und Verbreitung

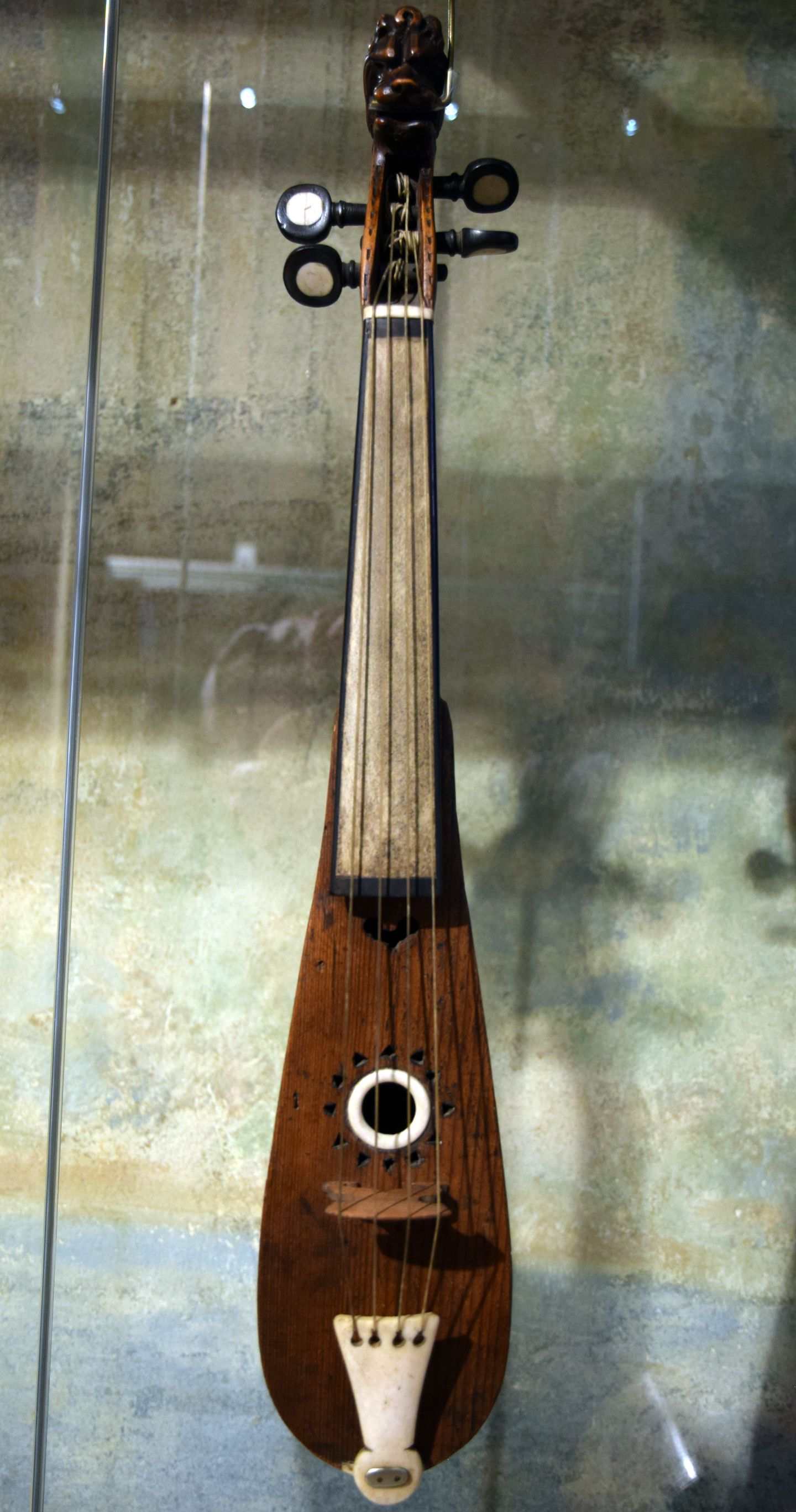
Tanzmeistergeige von Gregorius Carpp, Königsberg, 1693.

Die europäischen Streichlauten haben ihre Wurzeln in einem birnenförmigen Typ, der sich ab dem 10. Jahrhundert über das Byzantinische Reich als lira nach Westen verbreitete, und einem anderen Typ mit einem langovalen Korpus, den vermutlich die Araber auf der Iberischen Halbinsel einführten und der unter dem Namen rebec (von arabisch rabāb) bekannt wurde. Ein weiterer Lautentyp mit einem spatenförmigen Korpus und einem runden Schallloch in der Mitte, der erstmals auf einer Abbildung aus der ersten Hälfte des 9. Jahrhunderts zu sehen ist und Ähnlichkeiten mit zentralasiatischen Instrumenten hat, verschwand im 12. Jahrhundert. Die birnenförmige Laute, die beim Spiel etwa waagrecht gegen den Hals oder den Oberkörper gelegt wurde, verbreitete sich im Mittelalter stärker als die häufig senkrecht auf den Knien positionierte „orientalische Laute“.
Charakteristisch für die rebec genannten Lauten, die mit unterschiedlichen Korpusformen vorkamen, war die Einheit von Korpus und Hals, die aus einem Holzstück herausgeschnitzt waren, während bei anderen Lauteninstrumenten vom Mittelalter bis heute ein separater Hals an den Korpus angesetzt ist. Ein rebec-Typ mit einem langovalen, an der Bodenseite gerundeten Korpus besaß eine Decke, die im unteren Bereich aus Pergament und im oberen Bereich aus Holz bestand sowie zwei, seltener drei Saiten, die zu einem nach hinten abstehenden Wirbelkasten führten. Beim zweiten rebec-Typ mit einem breiteren, birnenförmigen Korpus bestand die gesamte Decke aus Holz. Eine bei Spielleuten beliebte Fidel (französisch vièle) mit einem ovalen Korpus und seitlichen Schalllöchern ist im De-Lisle-Psalter aus dem Beginn des 14. Jahrhunderts abgebildet. Solche Fideln mit üblicherweise drei oder vier Saiten waren in Westeuropa Ende des 14. Jahrhunderts in zahlreichen Varianten verbreitet und auch noch im 16. Jahrhundert in Gebrauch, als die Violine bereits in ihrer bis heute im Wesentlichen beibehaltenen Form existierte. Die von der Mitte des 16. Jahrhunderts bis Ende des 18. Jahrhunderts gebräuchliche Tanzmeistergeige (französisch pochette), an deren Korpus die złóbcoki erinnert und die wiederum mit dem schmalen rebec-Typ in Beziehung steht, sollte in der Rocktasche transportiert werden können. Wegen des schmäleren Korpus ist ihr Ton leiser als derjenige einer klassischen Violine.

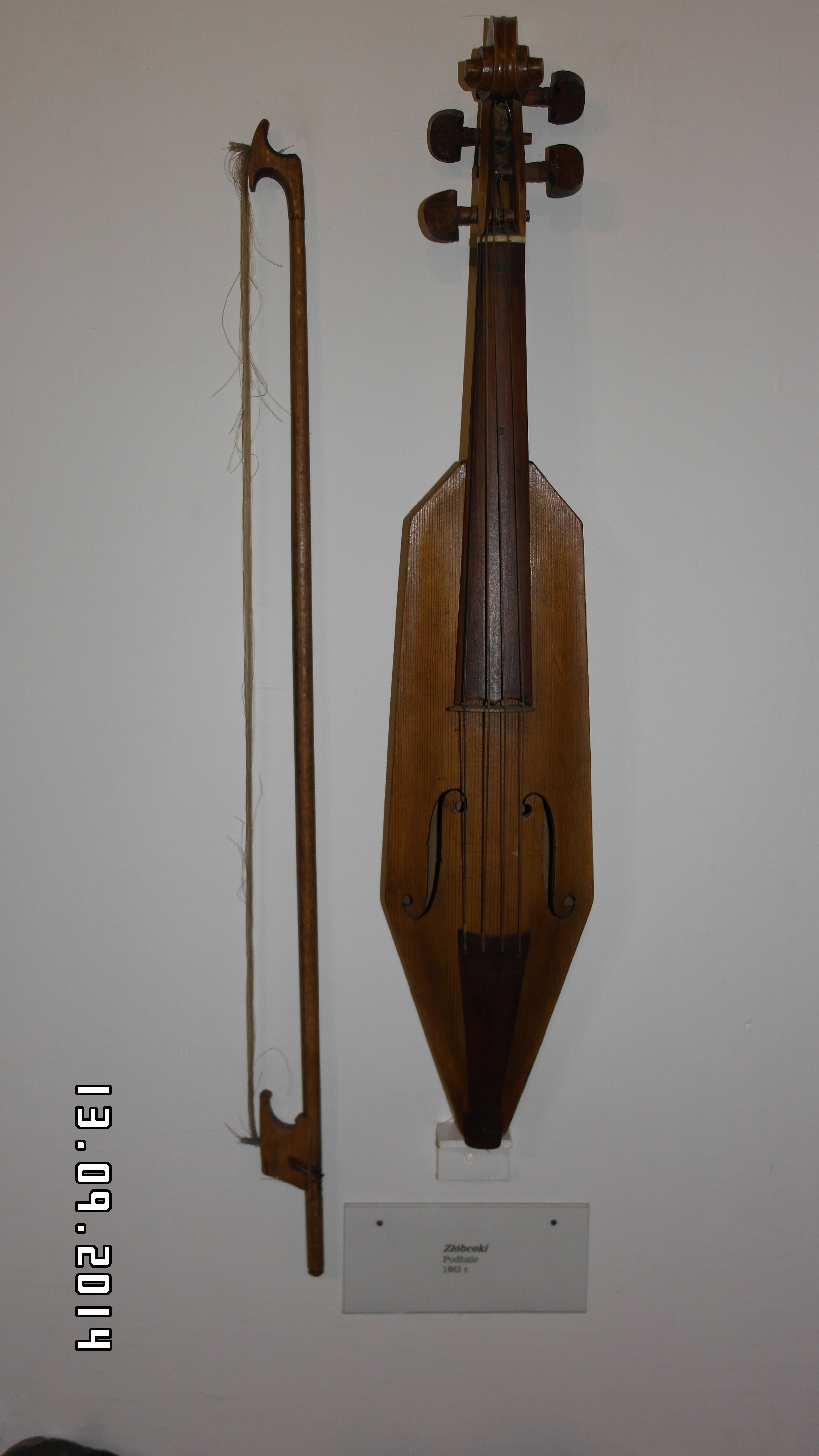
Museale złóbcoki von 1863.

In zahlreichen in der osteuropäischen Volksmusik verwendeten Streichinstrumenten, die bis ins 20. Jahrhundert traditionell mit einfachen Mitteln vom Musiker selbst oder seinem nahen Umfeld hergestellt wurden, haben sich alte Handwerks- und Spieltraditionen bewahrt. In der zweiten Hälfte des 17. Jahrhunderts begannen in der polnischen Volksmusik Fideln die Rolle der führenden Melodieinstrumente von den Dudelsäcken zu übernehmen. Fideln werden allgemein von einem Rhythmusinstrument (Trommel), einem Borduninstrument (Dudelsack) oder einem Borduntöne und Rhythmus produzierenden Instrument (Streichbass) begleitet.
In slawischen Sprachen stehen seit dem 10. Jahrhundert das Wort husle und damit verwandte Wortbildungen (darunter polnisch gęśle) für „Saiten“ und allgemein für „Saiteninstrument“. Dazu gehören Kastenzithern und in größerer Zahl Streichlauten.
Formverwandt mit der złóbcoki der polnischen Tatraregion sind in der angrenzenden Slowakei die viersaitige korytkové husle („Troggeige“) oder dlabané husle („ausgekehlte Geige“), die trogförmig aus einem Halbstamm herausgeschnitzt wurde und deren Längsseiten gerade sind. Mit dieser fast baugleich ist die slowakische Rinnengeige žliabkové husle („Rinnengeige“, auch zlobcoky, žlobcoky oder žlobky), die im Unterschied zur Troggeige an den Längsseiten minimal tailliert ist. Einen annähernd ovalen Korpus besitzt auch die etwas größere slowakische Trogbassgeige basička („Bässlein“) oder korytková basa („Trogbass“). Im Unterschied zu den polnischen Fideln sind die zur Kultur der Bergbauern und Hirten gehörenden slowakischen Instrumente heute praktisch nur noch als Museumsexemplare vorhanden.
Weitere polnische Fideln sind die Ende des 19. Jahrhunderts weitgehend verschwundene suka, die seit den 1990er Jahren mit einem violinenähnlichen Korpus, einem breiten Hals und vier Saiten eine Wiederbelebung erfährt, und die in der Region Großpolen vorkommende mazanki mit drei Saiten. Ihr Korpus entspricht im Umriss einer etwas verkleinerten Violine. Die skrypze złobione („ausgehöhlte Violine“) war eine regionale einfache Nachahmung der Violine, die mutmaßlich verschwunden ist. Werden obsolete Fideltypen heute wieder nachgebaut, so stehen sie im Zusammenhang mit einem seit den 1990er Jahren wachsenden Interesse für eine nationale polnische Volksmusik und eine Erneuerung derselben.

## Bauform
Die złóbcoki ist 50 bis 60 Zentimeter lang und hat einen schmalen, am unteren Ende gerundeten Korpus, der spindelförmig ist oder sich zum Hals etwas verjüngt. Andere Varianten können oval mit einer der russischen gudok ähnlichen Korpusform oder eher birnenförmig sein. Der spindelförmige Typ erinnert an die in der zentralen Region Masowien vorkommende dreisaitige Fidel surdynka, der birnenförmige an entsprechende mittelalterliche Lauten.
Der Name złóbcoki ist vom Verb żłobić, „schnitzen“, abgeleitet (alternativ von łób, „Wiege“). Das gesamte Instrument wird aus einem Holzstück (üblicherweise Berg-Ahorn) herausgearbeitet. Auf den Korpus wird eine Decke mit zwei f-Schalllöchern aufgeleimt. Die drei oder vier, im Quintabstand nach der Violine (bei vier Saiten g–d1–a1–e2) gestimmten Saiten verlaufen von einem am unteren Ende befestigten Saitenhalter über einen Steg bis zu einem Wirbelkasten mit seitenständigen Wirbeln und angesetzter Schnecke, der demjenigen einer Violine entspricht.

## Spielweise

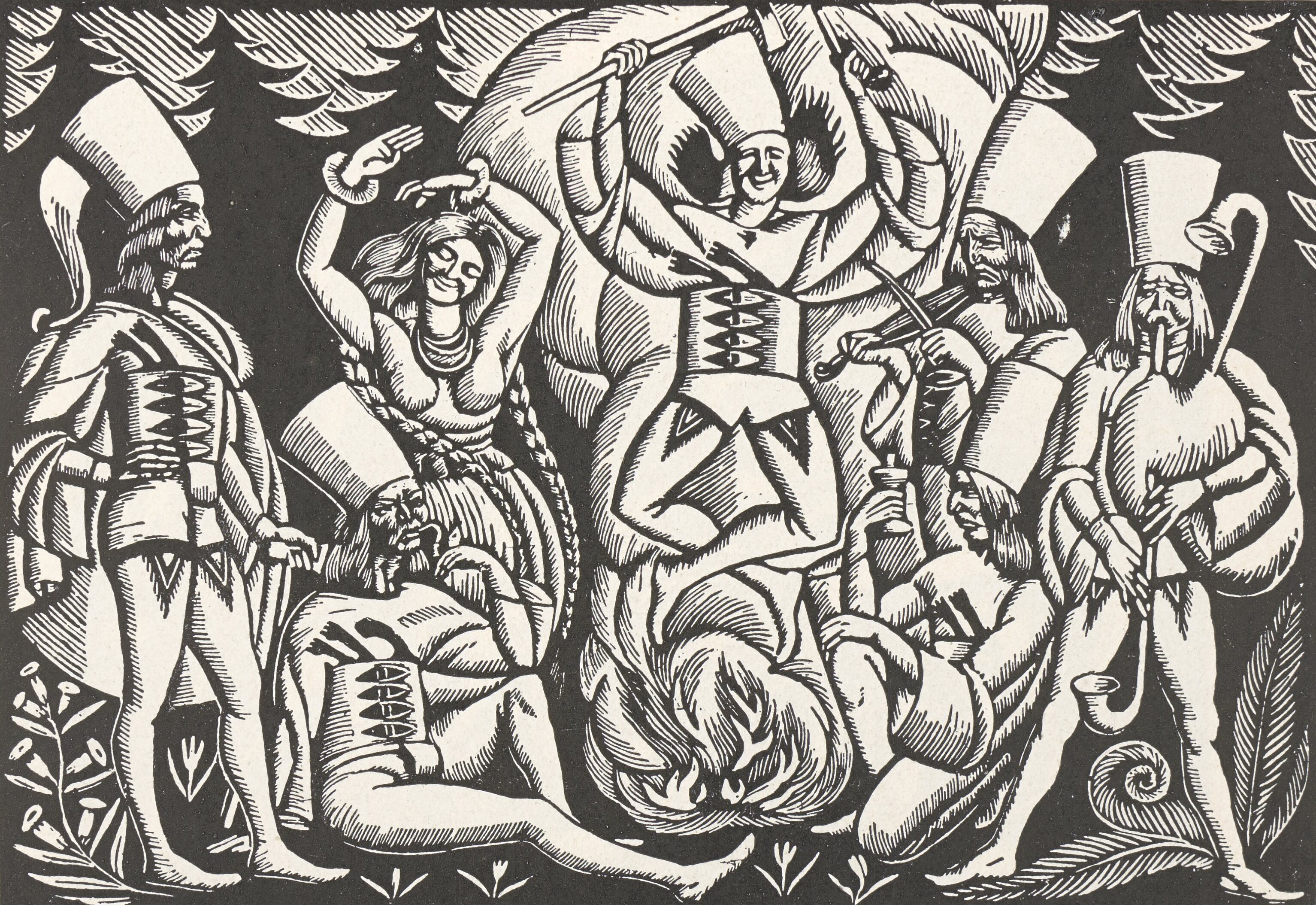
Taniec nad ogniem, „Tanz um das Feuer“. Die Musiker spielen złóbcoki und Dudelsack. Holzschnitt von Władysław Skoczylas (1883–1934).

Für die polnische Volksmusik werden fünf Musiklandschaften unterschieden. Die złóbcoki gehört zur südpolnischen Region Kleinpolen, für die Melodien mit einem meist fallenden Melodieverlauf, die in einem schnellen, festen 2/4-Takt vorgetragen werden, charakteristisch sind. Hierzu gehören die Lieder der Goralen, bei denen eine hohe männliche Gesangsstimme von einer ersten Geige (prym), zwei zweiten Geigen (sekund) und einer Bassgeige (bas, basy) begleitet wird. Neben den je nach Region verwendeten Dudelsacktypen dudy, gajdy und koza werden lange gerade Holztrompeten (trombita) und grifflochlose Obertonflöten (fulyrka, piscołka, entsprechend der slowakischen koncovka) gespielt. Die złóbcoki ist auf das eigentliche Tatravorland beschränkt. Sie wird in Volksmusikensembles (muzyki) solistisch, zusammen mit einer ebenso wie die złóbcoki aus einem Holzstück gefertigten Bassgeige oder zusätzlich mit einem Dudelsack eingesetzt. Die dreisaitige Bassgeige hat ungefähr die Größe eines Cellos. In der alten Spieltradition werden wie vor Jahrhunderten die Melodien überwiegend in der ersten Lage auf der obersten Saite gegriffen, weshalb der Tonumfang der złóbcoki-Melodien gering ist.
Der einzige reine Männertanz der Goralen ist der zbójnicki (abgeleitet von zbójnik, „Räuber“, Plural zbójnicy), mit dem der legendäre Held Juraj Janosik, ein Robin Hood der Tatraberge, beschworen wird. Die Geschichte geht auf das 17./18. Jahrhundert zurück, als Räuberbanden aus den Dörfern der Goralen plündernd in der Gegend umherzogen. Der Tanz wird von einem Ensemble mit den genannten vier Streichern begleitet. Früher spielte der erste Geiger manchmal auf einer złóbcoki.

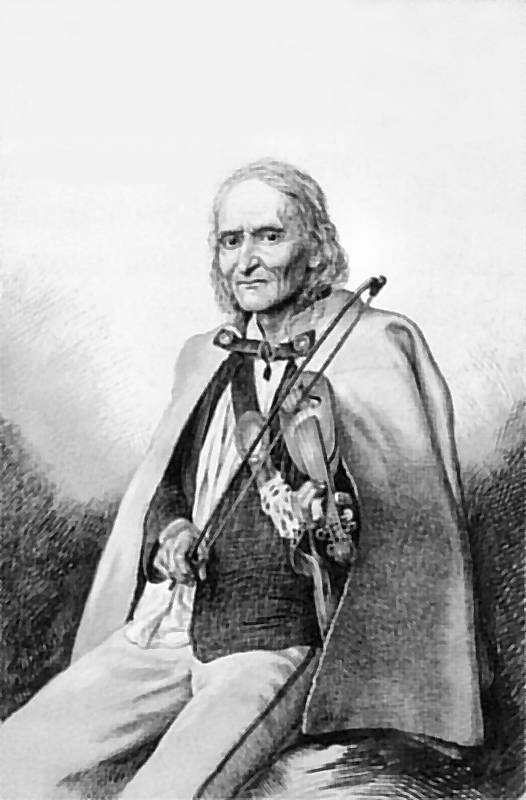
Der Musiker und Dichter Sabała spielt złóbcoki. Zeichnung von Walery Eljasz Radzikowski, 1892.

Die złóbcoki genießt heute eine besondere Wertschätzung als eines der charakteristischen Elemente der polnischen Bergregion Podhale, obwohl das Instrument auch jenseits der Grenze in der slowakischen Tatraregion bekannt ist. Sie gehört in den Bergen wie der Dudelsack zum Instrumentarium der Schäfer. Wegen ihres eher leisen, aber schrillen Tons wurde die złóbcoki in der zweiten Hälfte des 19. Jahrhunderts allmählich durch die Violine ersetzt. Der letzte berühmte złóbcoki-Spieler war der mit den Tatra-Bergen eng verbundene Musiker und Dichter Sabała (1809–1894). Zu Beginn des 20. Jahrhunderts wurde die złóbcoki lediglich noch von angehenden Geigern als Übungsinstrument verwendet. Ein Versuch in den 1920er Jahren, die złóbcoki wieder in die bei Hochzeiten aufspielenden Ensembles aufzunehmen scheiterte, weil die Zuhörer den volleren Ton der Violine bevorzugten. Heute wird die złóbcoki gelegentlich bei Folkloreveranstaltungen gespielt, wenn es darum geht, die Musiktradition Sabałas zu pflegen. Der erste Musiker (prymista) spielt złóbcoki und intoniert mit seinem Ensemble „die alten Melodien des Sabała“ (staroświeckie sabałowe nuty).
Ein jedes Jahr in der Touristenstadt Zakopane (dem Wirkungsort Sabałas) in der Region Podhale stattfindendes Folklorefestival dient der nationalen Identitätsfindung und Rückbesinnung der Goralen. Dabei erscheint der Schäfer als mythisch überhöhte Figur. Durch die aus anderen Regionen stammenden Teilnehmer findet zugleich eine kulturelle Erneuerung und Anpassung an die moderne Zeit statt, die in eine urbane polnische Volksmusik mündet. Das andere charakteristische Musikinstrument der Region Podhale, das früher von Schäfern und Wandermusikern solistisch gespielt wurde, ist der Dudelsack koza.